# هیربدان هیربد
هیربَدان هیربَد یا هیربَذان هیربَذ به بالاترین مقام هیربدان در دوران ساسانی گفته می‌شود. احتمال می‌رود که قاضی القضات نیز بوده باشد.
هیربد یا هیربذ یکی از پیشوایان آئین مزدیسنی است. در اوستا به صورت ائثَرپئتی به معنی آموزگار یا استاد یا آموزنده آمده و در زبان پهلوی ایرپت یا هیرپت و در فارسی هیربد گفته می‌شود. در نوشته‌های پهلوی از واژهٔ هیربد غیر از مفهوم آموزگار، پیشوای دینی نیز اراده می‌شود. آنچه دانسته می‌شود در روزگاران پیش کار آموزش با پیشوایان دینی بوده و هیربدان که یکی از طبقات روحانیان بوده‌اند، این وظیفه را به عهده داشته‌اند. پائین‌ترین طبقهٔ روحانیان را مغان می نامیدند. پس از ایشان هیربدان و سپس موبدان بودند. در میانشان کسانی بودند که مأمور خواندن سرودها و نمازهای مذهبی بوده‌اند. آن‌ها را «زوت» می نامیدند و گروهی بودند که مأمور بودند که آتش را نگاه دارند و ایشان را «راسپی» می‌خواندند.
از هیربدان هیربد معروف می‌توان از تنسر نام برد که احتمالاً در زمان اردشیر یکم می‌زیسته‌است. «زروان داد» پسر مهر نرسه از «خاندان سپندیاذ» نیز مقام هیربدان هیربد داشت از هیربدان هیربد معروف دیگر می توان از ایزدیار نام برد که در زمان خسرو انوشیروان میزیسته است و از خاندان مهران بوده است 